# Токулешти (Дамбовица)
Токулешти (рум. Toculești) насеље је у Румунији у округу Дамбовица у општини Вулкана-Панделе. Oпштина се налази на надморској висини од 365 m.

## Становништво
Према подацима из 2002. године у насељу је живело 981 становника, од којих су сви румунске националности.